# Särkisaari (ö i Norra Karelen, Pielisen Karjala, lat 63,28, long 30,52)
Särkisaari är en ö i Finland. Den ligger i sjön Verkkolampi och i kommunen Lieksa i den ekonomiska regionen  Pielinen-Karelen  och landskapet Norra Karelen, i den östra delen av landet, 400 km nordost om huvudstaden Helsingfors. Öns area är 0,2 hektar och dess största längd är 140 meter i nord-sydlig riktning.